# 国民体育俱乐部 (多哈)
国民体育俱乐部（阿拉伯语；），音译为阿赫利体育俱乐部，通称多哈国民、多哈阿赫利，为卡塔尔多哈的一个体育俱乐部。该俱乐部最著名的是其足球部。于1950年，多哈阿赫利成立，是卡塔尔最早的体育俱乐部。主场位于哈里发国际体育场。